# Belwaspur
Belwaspur (nepalski: वेलबास) – gaun wikas samiti w zachodniej części Nepalu w strefie Rapti w dystrykcie Pyuthan. Według nepalskiego spisu powszechnego z 2001 roku liczył on 1171 gospodarstw domowych i 5333 mieszkańców (3058 kobiet i 2275 mężczyzn).